# フェルディナンド・シレン

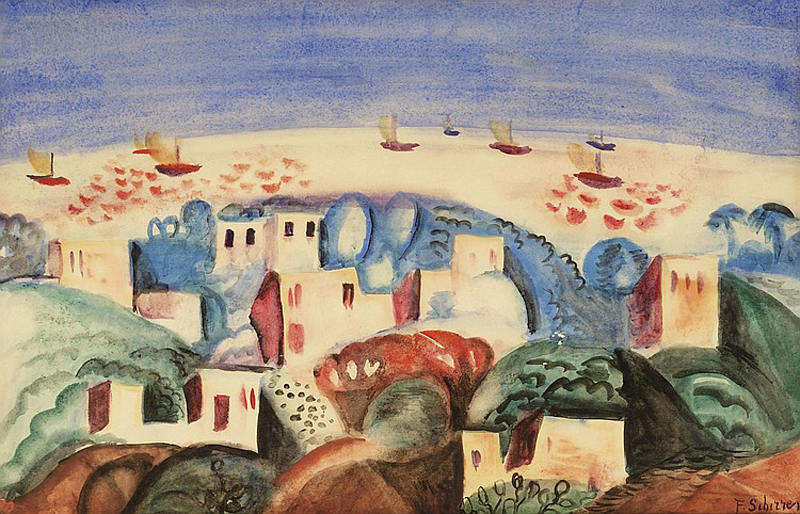
シレン作「岸近くの帆船」(c.1920)

フェルディナンド・シレン（Ferdinand Schirren、1872年8月27日 - 1944年2月19日）はラトビア出身のユダヤ人の両親を持つベルギーの画家・彫刻家である。美術家のキャリアを彫刻家として始めたが、前衛的な水彩画を描き、リック・ウォータースとともに「ブラバント・フォービズム(Fauvisme brabançon)」を代表する画家の一人となった。

## 略歴
アントウェルペンで職人の息子に生まれた。両親はラトビアのオデッサ出身のユダヤ人で、1864年に結婚した後、アントウェルペンに移住した。フェルディナンド・シレンが生まれた後、家族はアンデルレヒトに移った。
1884年から1885年の間、アンデルレヒトの絵画学校の夜間コースで学んだ後、1887年からブリュッセル王立美術アカデミーで絵画を4年間学んだ後、1年間、彫刻を学んだ。ブリュッセルの教師には画家のジョゼフ・スタラールトらがいる。アカデミーを卒業した後、「20人展」の招待メンバーである彫刻家のジェフ・ランボー(Jef Lambeaux: 1852-1908)のもとで働いた。1896年から独立して作品を出展するようになり、ブリュッセルの美術家グループ「Labeur」のグループ展に彫刻を出展するようになったが1902年の展覧会に出展された作品が厳しい批評を受け、彫刻を離れ、絵画に活動分野を移した。
1910年代に、ディナンド・シレンはリック・ウォータースとともに、「ブラバント・フォービズム(Fauvisme brabançon)」と呼ばれる美術運動の代表的芸術家の1人になった。1912年に個展が開かれた。1914年から1921年までパリで活動した。晩年は静物画を主に描いた。
ユダヤ人であったので、第二次世界大戦中は家族とシント＝アガタ＝ベルシェムの別荘に匿われていたが、1944年2月19日に心臓麻痺で倒れ、ブリュッセルで没した。
息子のフェルナン・シレン(Fernand Schirren:1920-2001)は音楽家になった。

## 作品

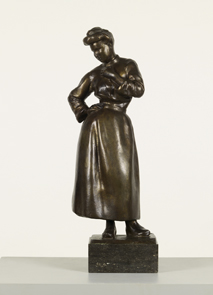
彫刻「小さいウェイトレス」
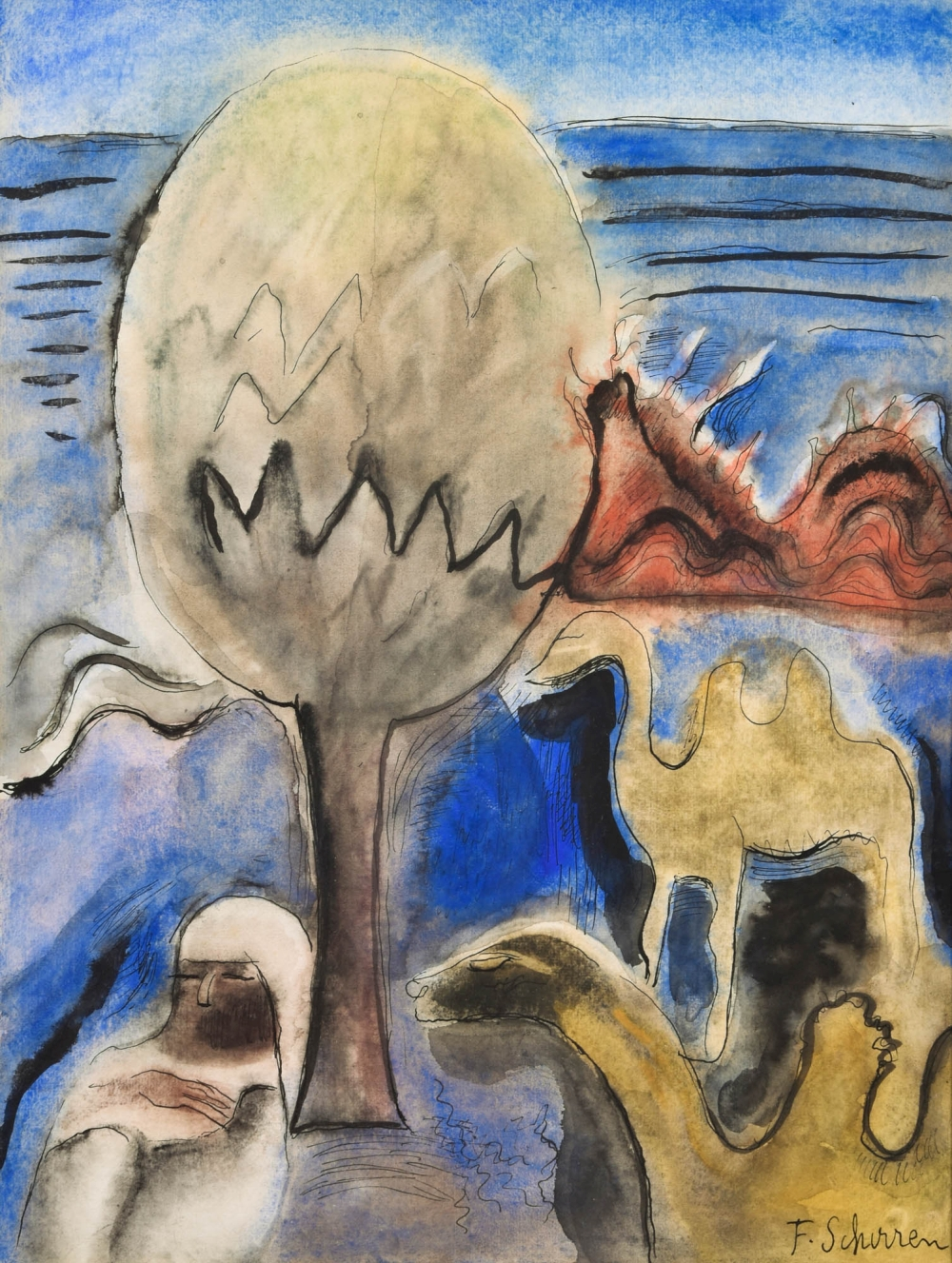
夢 (c.1920)
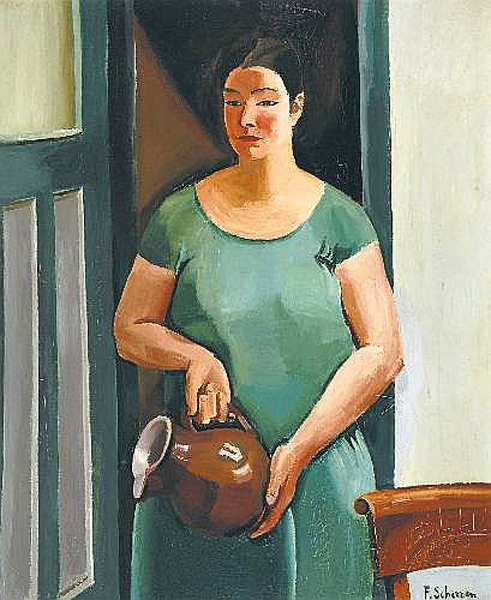
婦人立像 (c.1920)
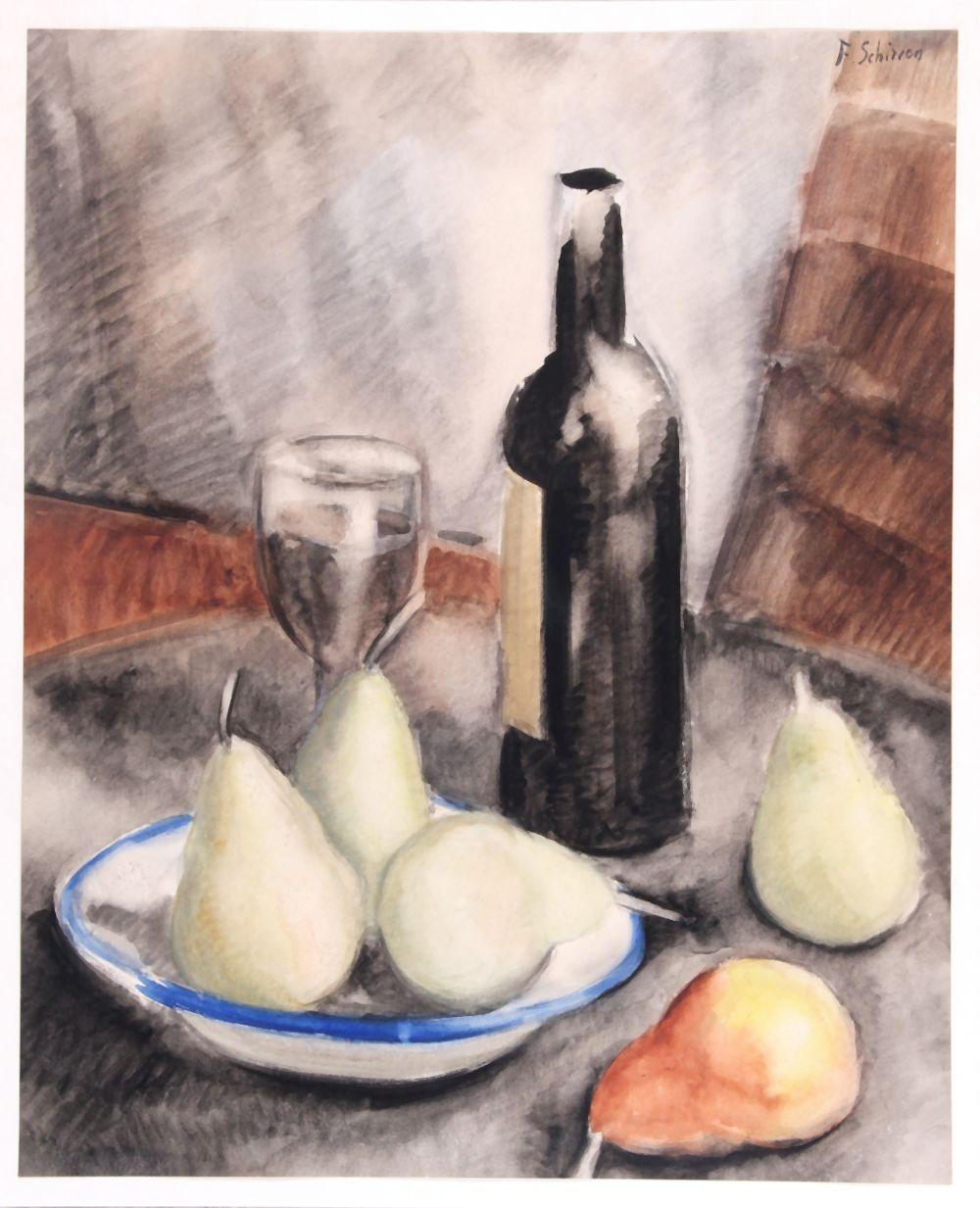
静物画